# 北海道道1008号夕張長沼線

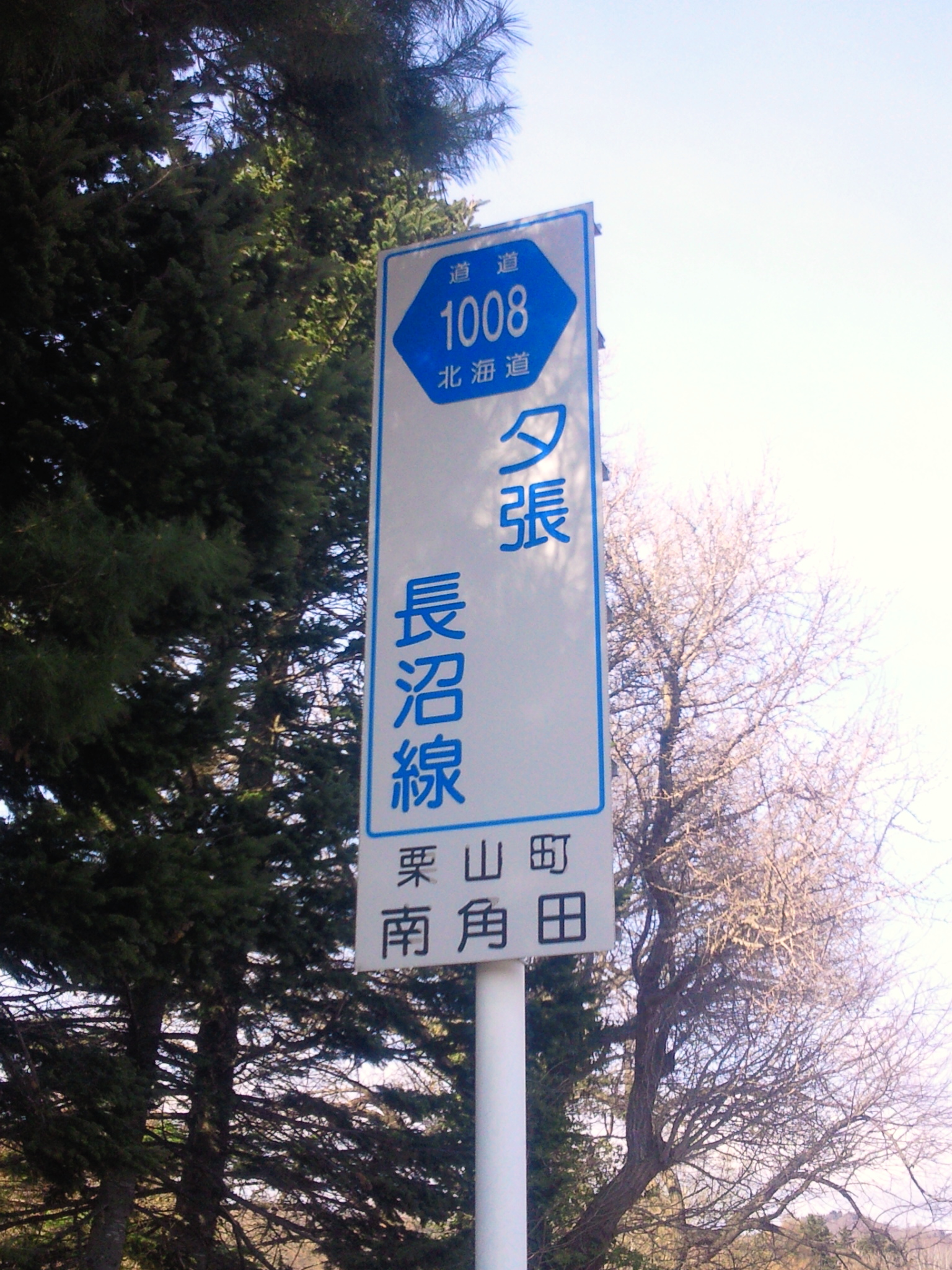
r1008の標識

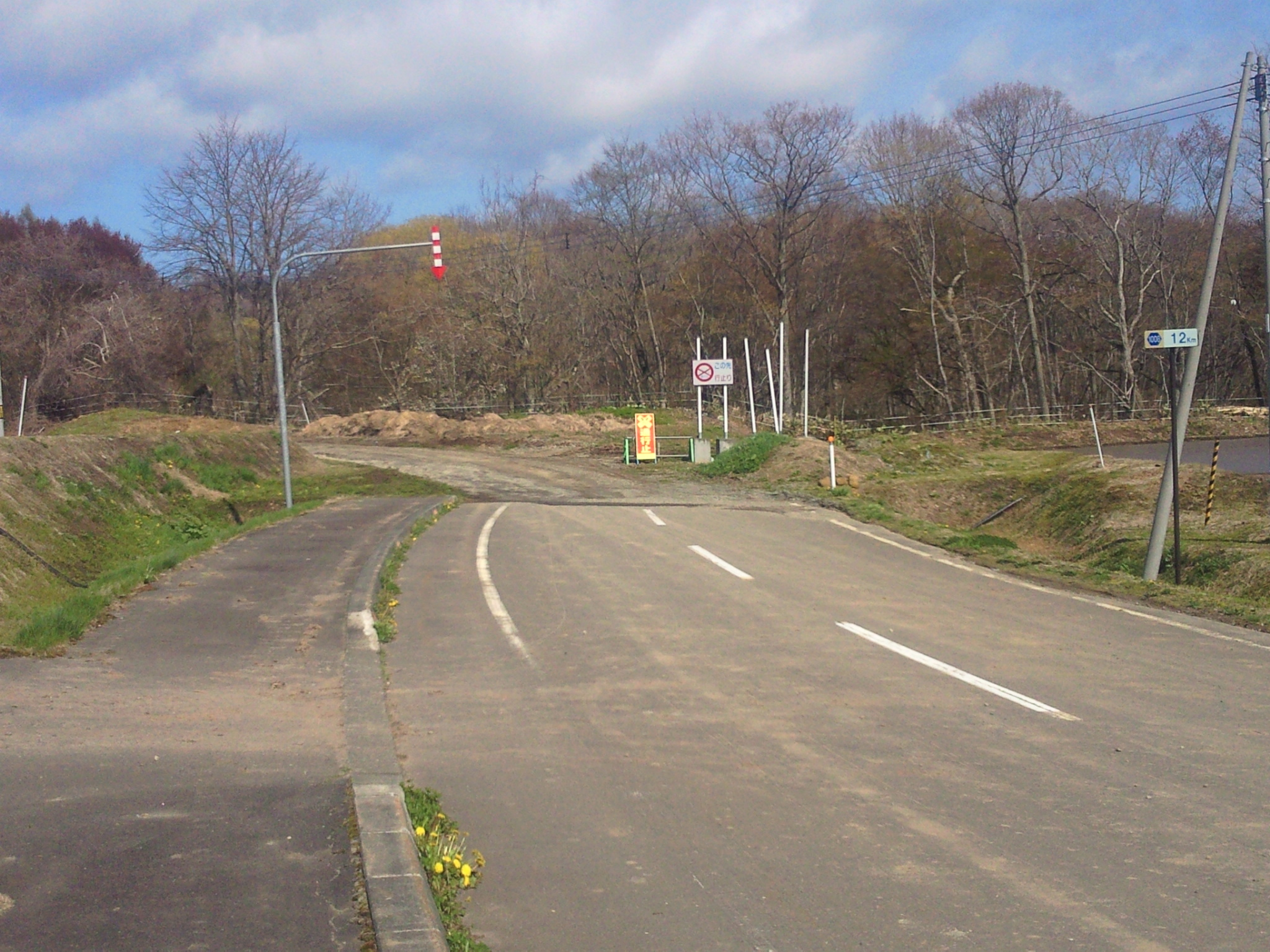
栗山町側端点の様子

北海道道1008号夕張長沼線（ほっかいどうどう1008ごう ゆうばりながぬません）は、北海道夕張市と夕張郡長沼町を結ぶ一般道道（北海道道）である。

## 概要
- 夕張市と栗山町の間は未開通となっている。

### 路線データ
- 起点：北海道夕張市清水沢宮前町（国道452号交点）
- 終点：北海道夕張郡長沼町東4線北（北海道道3号札幌夕張線交点）
- 路線延長：24.8km（実延長）

## 歴史
- 1982年（昭和57年）3月31日 路線認定[1]。

起点から栗山町御園までは834号御園南清水沢線、由仁町熊本から終点までは748号古山長沼線であった。なお、かつては同名の北海道道116号夕張長沼線があったが、これは紅葉山から西長沼へと至るルートで、現在は国道274号となっている。

## 路線状況

### 重複区間
- 夕張郡栗山町南角田（北海道道477号滝下由仁停車場線）

### 未開通区間
- 夕張市南清水沢 - 夕張郡栗山町南角田

## 地理

### 通過する自治体
- 空知総合振興局
  - 夕張市
  - 夕張郡
    - 栗山町
    - 由仁町
    - 長沼町

### 交差する道路
夕張市
- 国道452号 - 清水沢宮前町（起点）、南清水沢3丁目

栗山町
- 北海道道477号滝下由仁停車場線 - 南角田

由仁町
- 北海道道602号東三川由仁停車場線 - 岩内
- 国道234号 - 古山

長沼町
- 北海道道3号札幌夕張線 - 東4線北（終点）

### 沿線にある施設など
夕張市
- 夕張市消防本部 - 清水沢宮前町20
- 清水沢郵便局 - 清水沢宮前町15
- 夕張市役所南支所 - 清水沢宮前町1
- 株式会社北沢食品工場 - 南清水沢2丁目21
- 夕張南清水沢郵便局 - 南清水沢4丁目13
- 夕張市拠点複合施設りすた - 南清水沢4丁目48-12
- 夕張市南清水沢診療所 - 南清水沢4丁目
- 夕張市立ユーパロ幼稚園 - 南清水沢4丁目70−2

由仁町
- JR古山駅 - 古山
- 古山貯水池自然公園 - 古山430

長沼町
- 馬追蒸溜所 - 加賀団体
- DHC長沼工場 - 東7線北3
- ながぬまコミュニティ公園 - 東6線北4番地